# Adrián Galád
Adrián Galád (nacido en 1970) es un astrónomo eslovaco y descubridor asteroides.
Entre los años 1995 y 2004, el Centro de Planetas Menores le atribuye el descubrimiento y co-descubrimiento de 80 asteroides, la mayoría de ellos en colaboración con los astrónomos Dušan Kalmančok, Alexander Pravda, Juraj Tóth, Leonard Kornoš, Peter Kolény y Štefan Gajdoš.
Suele desempeñar su labor en los observatorios de Modra y Ondřejov donde ha realizado como coautor publicaciones sobre las observaciones fotométricas de asteroides e integraciones orbitales. Es también codescubridor de varios asteroides binarios, utilizando la técnica de la fotometría.
El asteroide (32008) Adriángalád, un asteroide binario y miembro de la familia Flora, fue nombrado en su honor en 2016.